# Morfem fleksyjny
Morfem fleksyjny (końcówka fleksyjna) – końcowa część wyrazu występująca po temacie, niesamodzielny morfem reprezentujący formę fleksyjną (np. przypadek, osobę, liczbę). Morfemy fleksyjne są wykładnikami relacji składniowych w zdaniu. W odróżnieniu od morfemów słowotwórczych nie tworzą nowych leksemów, a jedynie formy gramatyczne jednego leksemu. 
Przykłady: dom- u, (w języku niemieckim) Buch-es (znaczenie gramatyczne: dopełniacz liczby pojedynczej rzeczownika), czyt-am, (w języku niemieckim) (ich) les-e, versteh-e (1. osoba liczby pojedynczej czasownika).